# Pias (Lousada)
Pias ist ein Ort und eine ehemalige Gemeinde (Freguesia) im portugiesischen Kreis Lousada. Die Gemeinde hatte 1286 Einwohner (Stand 30. Juni 2011).
Am 29. September 2013 wurden die Gemeinden Pias, Nogueira, Alvarenga und Silvares zur neuen Gemeinde União das Freguesias de Silvares, Pias, Nogueira e Alvarenga zusammengeschlossen.